# Studeno, Železniki
Studeno je naselje v Občini Železniki. Leta 2015 je imelo 188 prebivalcev.
Po ustnem izročilu so se v 17. stoletju tja vrnili prvotni prebivalci iz Panovnikov. Ti so se v skrito območje v Studenski grapi pobegnili pred vpadi Turkov. Vendar pa v Selški dolini turškuh vpadov ni bilo. Legenda je nastala, ker je bila v Panovnikih, kot tudi drugje na Miklavški gori, kot del rovtarske kolonizacije zgradila hiša, ki se pa zaradi pomanjkanja vode ni obdržala. Legendo o turških vpadih so med drugim razširile razne ljudske igre (Janez Evangelist Krek: Turški križ). Kljub pretežno ravninskemu območju so kmetije precej razdrobljene in so se večinoma preživljale z dodatno dejavnostjo, čevljarstvom, sodarstvom, oglarstvom, drevesničarstvom, gostilničarstvom in sečnjo gozdov. 
Vas je bila hudo prizadeta ob požaru in hudi toči v 18. stoletju. 
V obdobju med obema vojnama so ustanovili čevljarsko zadrugo, iz katere je kasneje nastala tovarna Ratitovec, iz Prevcove delavnice pa se je na območju vasi razvila tudi tovarna Alples.